# Romano Massignan
Romano Massignan (Colônia Alfredo Chaves, Veranópolis, 30 de julho de 1911 – Curitiba, 13 de outubro de 1997) foi um político brasileiro.
Filho de Ângelo Massignan e de Elisa Sanvido Massignan. Casou com Elsa Alda Nogara Massignan, com quem teve cinco filhos.
Foi deputado à Assembleia Legislativa de Santa Catarina na 2ª legislatura (1951 — 1955), eleito pela União Democrática Nacional (UDN).
Foi deputado à Câmara dos Deputados na 43ª legislatura (1967 — 1971), eleito pela Aliança Renovadora Nacional (ARENA).